# EM i hurtigløb på skøjter 1893
Europamesterskabet i hurtigløb på skøjter 1893 var det tredje EM i hurtigløb på skøjter, og mesterskabet blev afviklet den 21. - 22. januar 1893 på West-Eisbahn i Berlin, Tyske Kejserrige med deltagelse af 13 løbere fra fem nationer. Mesterskabet regnes for det første officielle, fordi de to første mesterskaber ikke blev arrangeret af International Skating Union, som først blev stiftet i juli 1892.
Der blev løbet tre distancer, og for at vinde europamesterskabet skulle en løber vinde mindst to af de tre distancer:
- 500 m
- 1500 m
- 5000 m

Mesterskabet blev vundet af svenskeren Rudolf Ericsson, som vandt 500 m-finalen i tiden 54,0 sekunder og 1500 m-finalen på 2:46,0, mens 5000 m-distancen blev vundet af Oskar Fredriksen fra Norge på 9:51,2 – blot 0,4 sekund foran Ericsson.

## Resultater
På 500 m- og 1500 m-distancerne blev der først løbet indledende heats, hvorfra løberne med de fire bedste tider gik videre til finalen.
| Plac. | Løber              | 500 m        | 500 m      | 1500 m       | 1500 m     | 5000 m      |
| Plac. | Løber              | Indledende   | Finale     | Indledende   | Finale     | 5000 m      |
| ----- | ------------------ | ------------ | ---------- | ------------ | ---------- | ----------- |
| Guld  | Rudolf Ericsson    | 0:55.8 (3)   | 0:54.0 (1) | 2:51.4 (2)   | 2:46.0 (1) | 9:51.6 (2)  |
| NC2   | Oskar Fredriksen   | 0:56.0 (5)   | -          | 2:55.2 (3)   | 2:49.6 (2) | 9:51.2 (1)  |
| NC3   | August Underborg   | 0:55.2 (2)   | 0:54.2 (2) | 2:51.0 (1)   | 2:53.4 (3) | 10:05.8 (3) |
| NC4   | Julius Seyler      | 0:54.6 (1)   | 0:54.4 (3) | 2:57.0 (4)   | DNS        | 10:06.0 (4) |
| NC5   | Bernhard Bruzelius | 0:57.4 (6)   | -          | 3:00.6 (6)   | -          | 10:39.4 (5) |
| NC6   | Walter Herrmann    | 0:57.8 (7)   | -          | 3:06.2 (7)   | -          | 10:50.4 (6) |
| NC7   | Georg Smith        | 11:00.4 (12) | -          | 3:18.8 (9)   | -          | 11:08.8 (8) |
| NC    | Otto Schröder      | 0:59.4 (9)   | -          | DNF          | -          | 10:53.6 (7) |
| NC    | Julius von Salzen  | 0:55.8 (3)   | 0:57.0 (4) | 3:14.2 (8)   | -          | DNS         |
| NC    | Franz Schilling    | 0:58.2 (8)   | -          | 3:00.0 (5)   | -          | DNS         |
| NC    | A.G. Beltman       | 10:59.8 (10) | -          | 13:26.6 (10) | -          | DNS         |
| NC    | S. Adrian          | 11:07.6 (13) | -          | 13:28.6 (11) | -          | DNS         |
| NC    | Friedrich Pollack  | 11:00.0 (11) | -          | DNF          | -          | DNS         |

 DNF = Fuldførte ikke.  DNS = Startede ikke.  NC = Ikke klassificeret.  Kilde: SpeedSkatingStats.com